# Strawberry Island
Strawberry Island är en ö i Kanada.   Den ligger i provinsen Ontario, i den sydöstra delen av landet, 300 km väster om huvudstaden Ottawa.
Omgivningarna runt Strawberry Island är en mosaik av jordbruksmark och naturlig växtlighet. Runt Strawberry Island är det ganska glesbefolkat, med 23 invånare per kvadratkilometer.